# 阿尔库埃斯卡尔
阿尔库埃斯卡尔，是西班牙埃斯特雷马杜拉卡塞雷斯省的一个市镇。总面积109平方公里，总人口2939人（2001年），人口密度27人/平方公里。